# SAVANNAH (住宅)

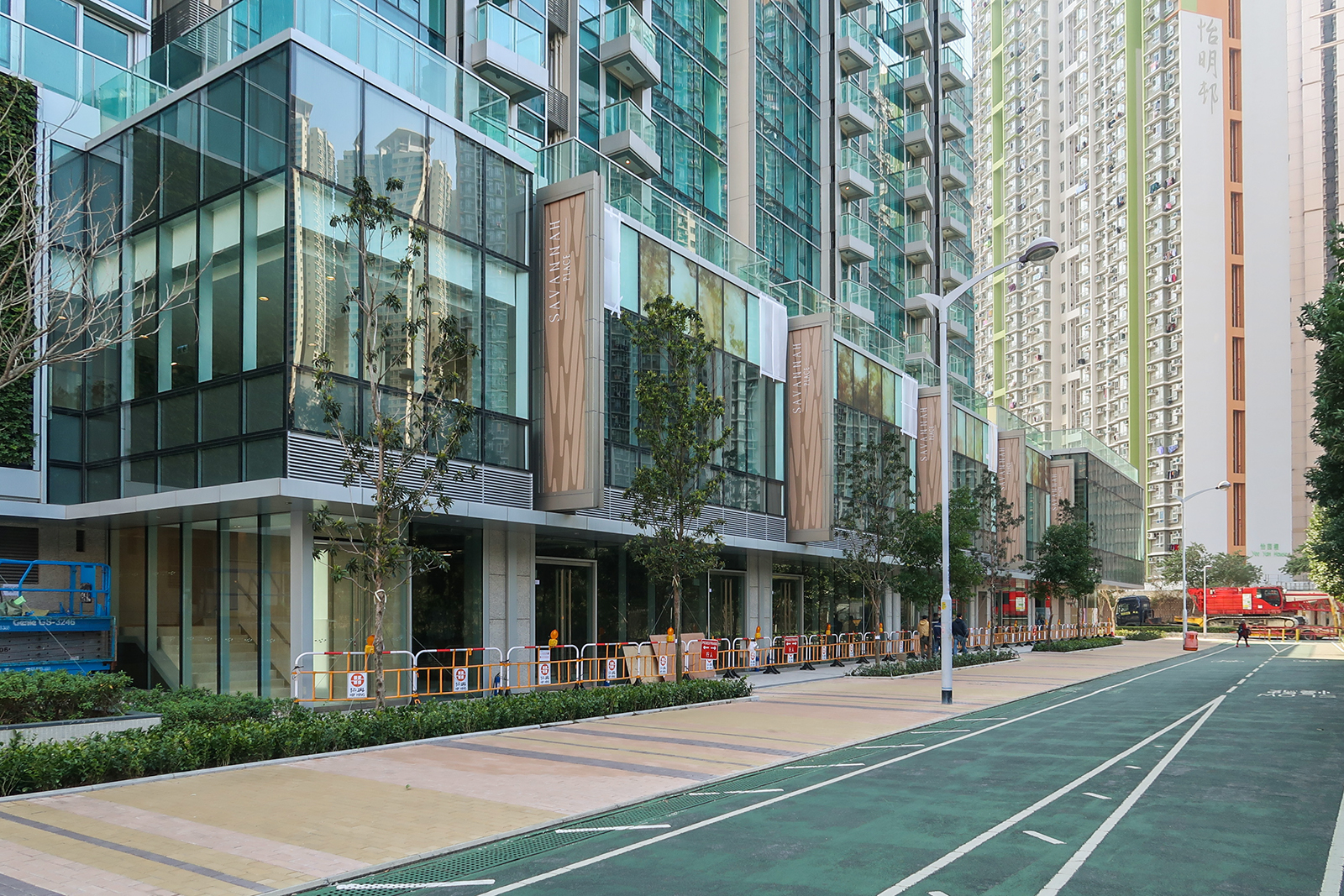
SAVANNAH Place 商場外貌（2018年2月）

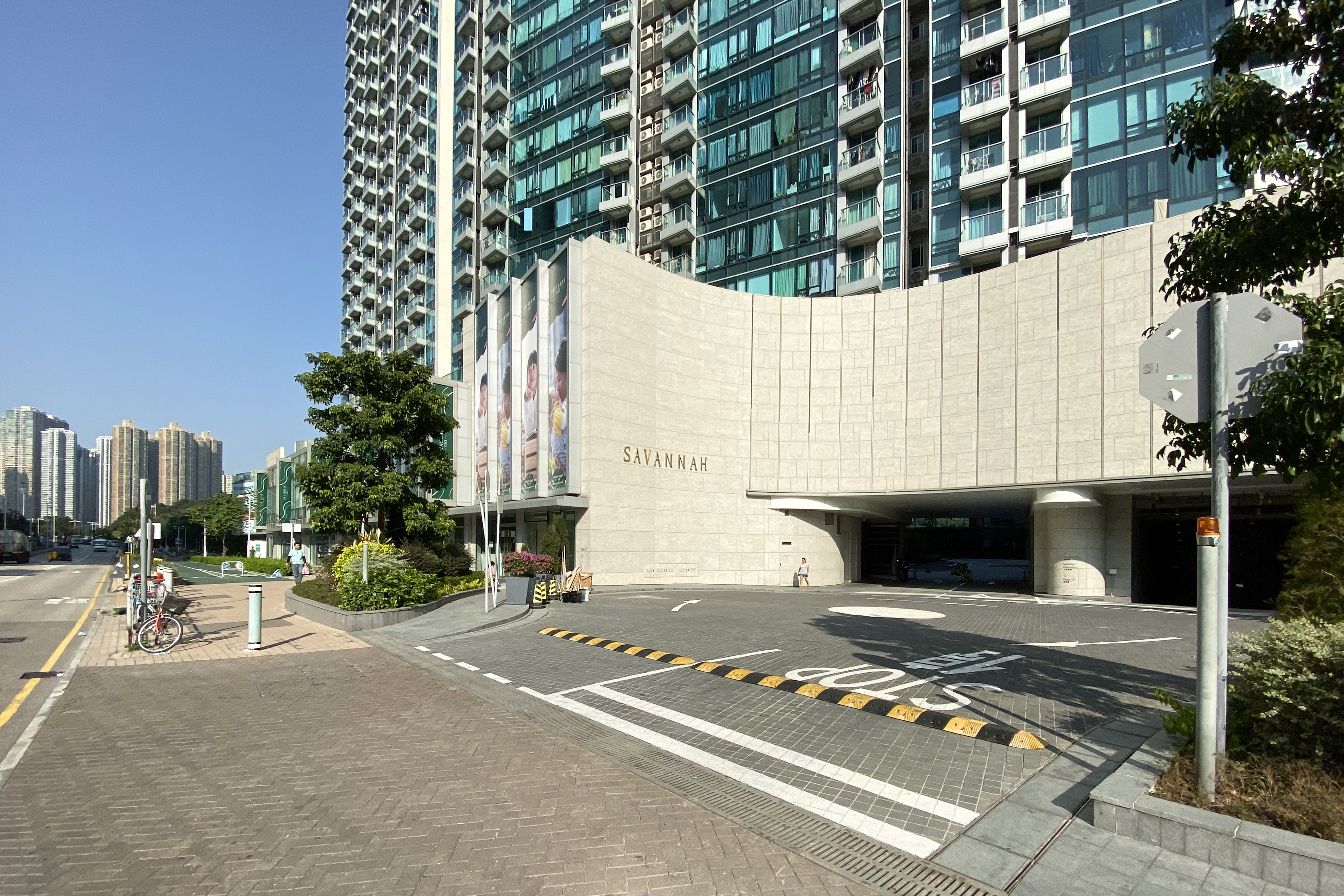
SAVANNAH Place 車道入口（2019年11月）

SAVANNAH，位於香港新界將軍澳至善街3號，是會德豐集團旗下的私人住宅屋苑。由梁黃顧建築師（香港）事務所設計，協興建築承建。物業分為4座樓高11至23層的大廈，共提供804伙單位，包括799個分層戶及5間洋房。屋苑於2016年5月開售，於2018年4月落成入伙。管理公司為夏利文物業管理有限公司，管理費每呎4.4元。展覽廳及示範單位設於尖沙咀港威大廈，首批單位的價單，定價由421萬至1187.9萬元。

## 單位
物業分為4座樓高11至23層的大廈，並首度提供19伙開放式戶，實用面積劃一331平方呎，另主打1房及2房，各有175伙及328伙，佔全盤約21.8%及40.8%。
物業另設5幢洋房，面積1,985至1,993平方呎。
2017年12月14日會德豐以3,567.2萬元招標形式售出Savannah 2A座25樓A室，實用面積1,372方呎，連天台面積1,039方呎，呎價26,000元，成交價創項目新高
所有樓宇均採用富士達提供的升降機。

## 設施
項目地下設有以藝術為主題的中央公園「Savannah Central Art Park」，由園林設計公司Enea設計，擺放由韓國雕塑家金炳真的作品《蘋果》及香港雕塑家李展輝的作品《水滴》。
住客會所CLUB SAVANNAH設於項目的地庫、地下及1樓，總面積達約2.46萬平方呎，由國際級名師Glamorous設計。設施包括室內及室外游泳池、健身房、桑拿室、多用途宴會廳、卡拉OK及麻雀室、桌球室、多媒體娛樂室、瑜伽室、兒童遊戲區、休閒雅坐及室內運動場等。
地庫設停車場，提供277個車位。

## 商場

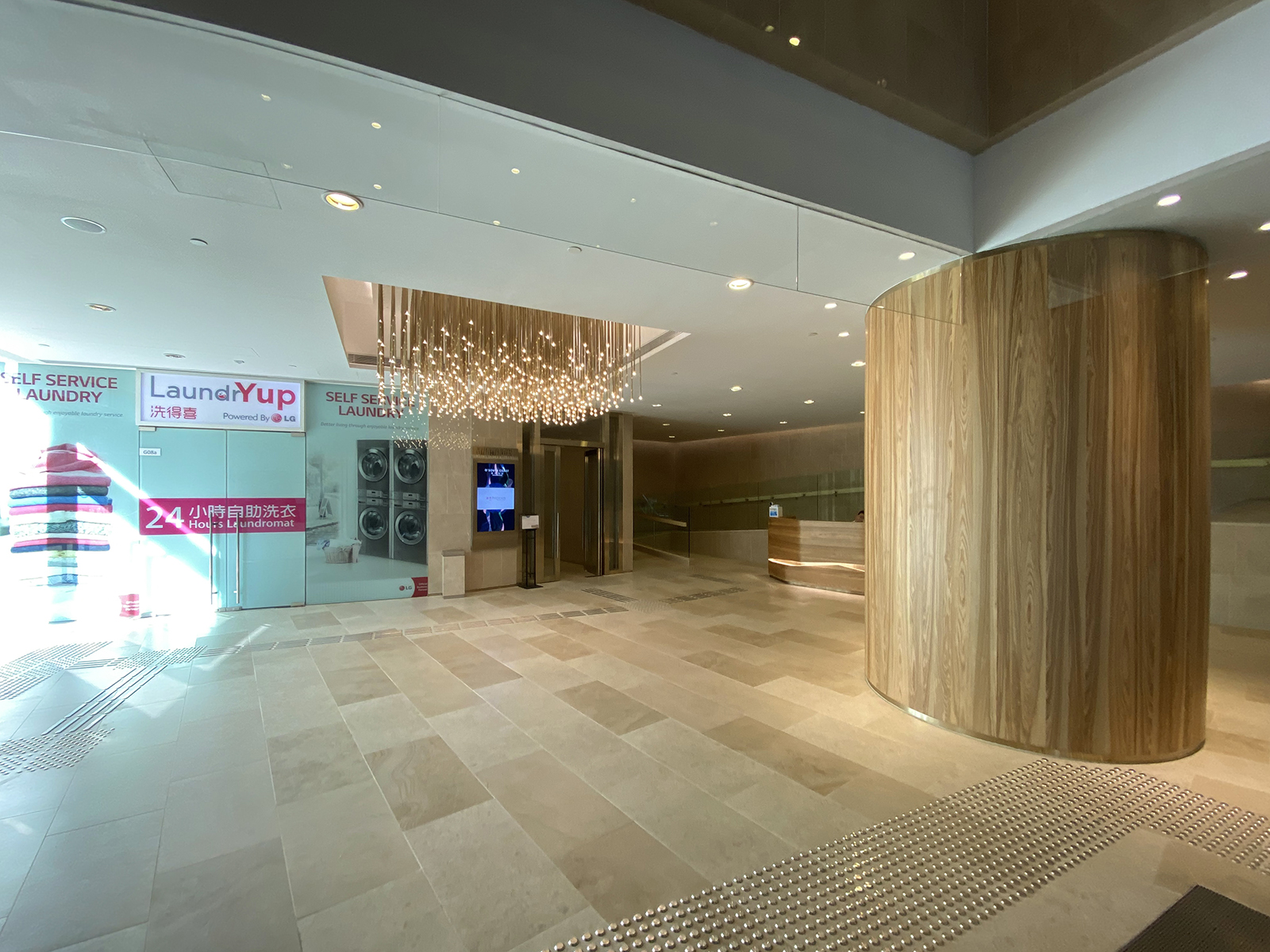
SAVANNAH Place 商場地下大堂（2019年11月）

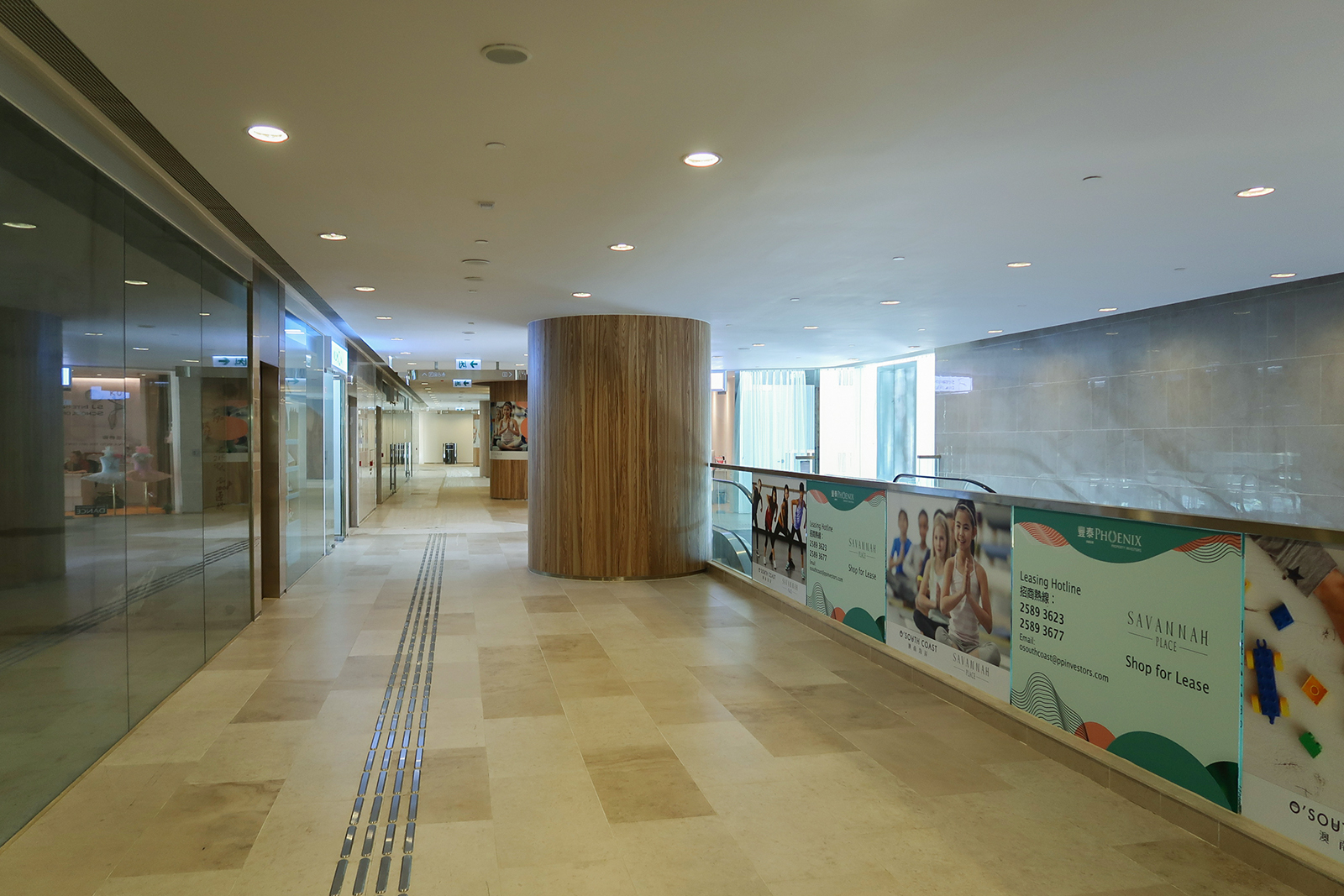
SAVANNAH Place 商場1樓大多商店仍空置中（2019年11月）

項目地下至1樓設商場，名為SAVANNAH Place，屬「O'South Coast 澳南海岸」系列其中一個商場。2018年10月，豐泰地產向會德豐購入商場。到2019年3月，耀中國際學校預租地下及1樓複式舖位，共2萬方呎樓面，月租約70萬元。而1樓目前有兒童學習中心、舞踏中心等開業。 

### 現有商戶
- 番茄18
- 碩士教室
- 牛奶冰室
- HKTVmall超級市場，店舖面積約4400平方呎，2024年9月30日結業
- 犀牛犀牛
- 耀中國際幼稚園

## 宣傳
SAVANNAH的廣告宣傳以「LIVE WITH YOUR FLOW」為主題。發展商指SAVANNAH為美國南部著名沿河都會，鄰近優美的Savannah River。唯電視廣告於澳洲墨爾本雅拉河一帶拍攝。

## 事件

### 代理於海港城撈客遭保安箍頸 代理永遠被禁止銷售會德豐樓盤
2016年5月7日下午，一名利嘉閣地產代理在海港城商場內拉客時被發展商外判保安何志輝箍頸，涉事經紀被箍頸至臉紅，表示「好辛苦」，唯最後被發展商會德豐地產禁止銷售會德豐樓盤。而會德豐職員表示，該經紀與保安發生衝突，有關事件已處理，不接受訪問。

### 首輪開售成2016年收票王
Savannah於5月14日首輪推售362個單位，佔全盤單位四成半，共接獲4,745個認購登記。平均13人爭1單位，反應熱烈，成為2016年截至5月中的收票王。發展商並公佈首輪售出306伙，並即晚加推108個單位。會德豐地產常務董事黃光耀認為收票逾4,000張顯示市場仍有購買力，強調對後市保持樂觀。

### 會所救生員抽搐墮泳池後不治
2023年9月2日晚上，一名年19歲救生員在場內按摩泳池洗池期間突然抽筋跌入池中，其後被職員救起報警。男事主一度已陷入昏迷，送往將軍澳醫院經救治後曾一度回復清醒，但延至9月3日凌晨3時33分不治。

## 建築圖片

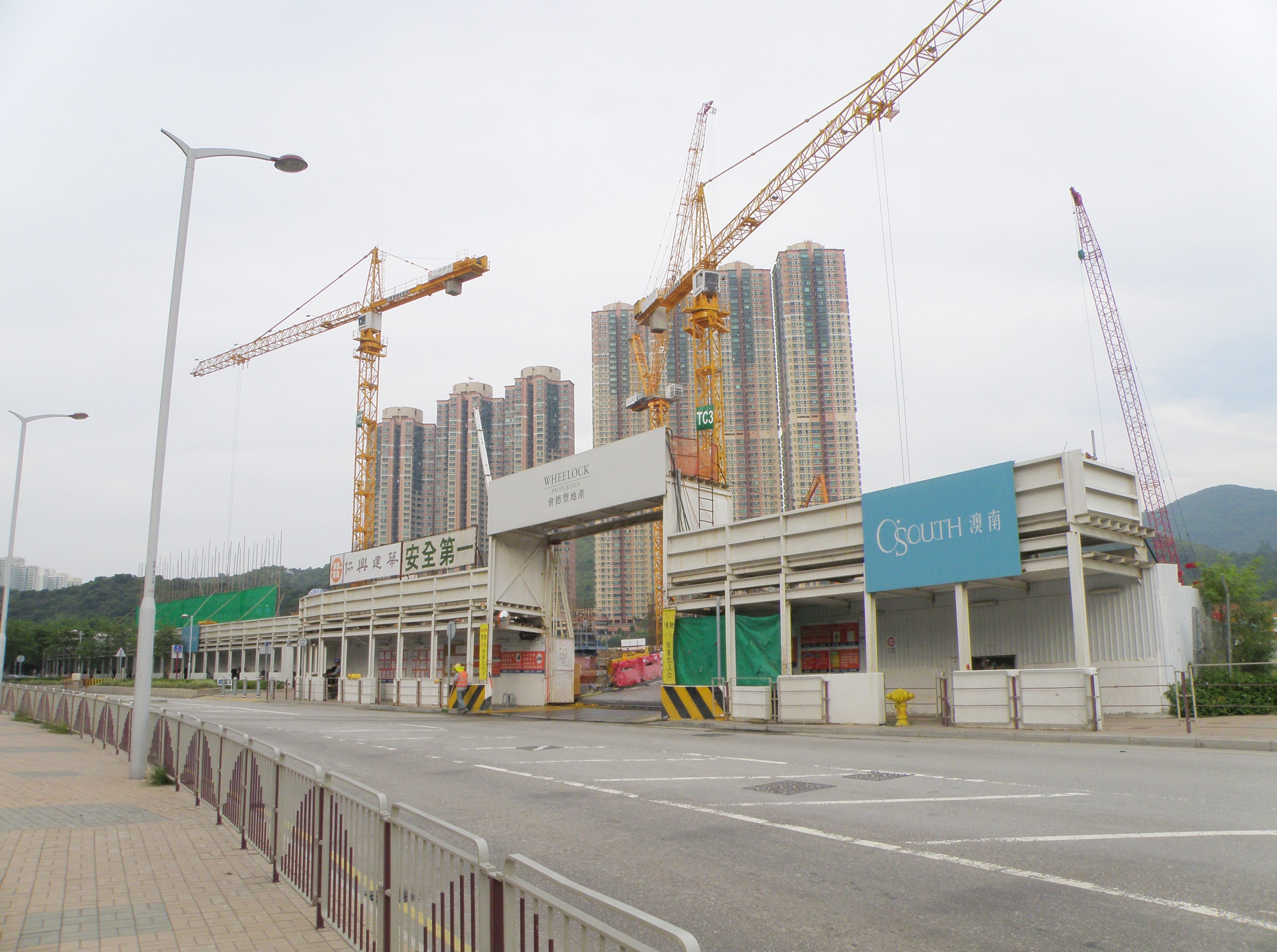
2015年10月
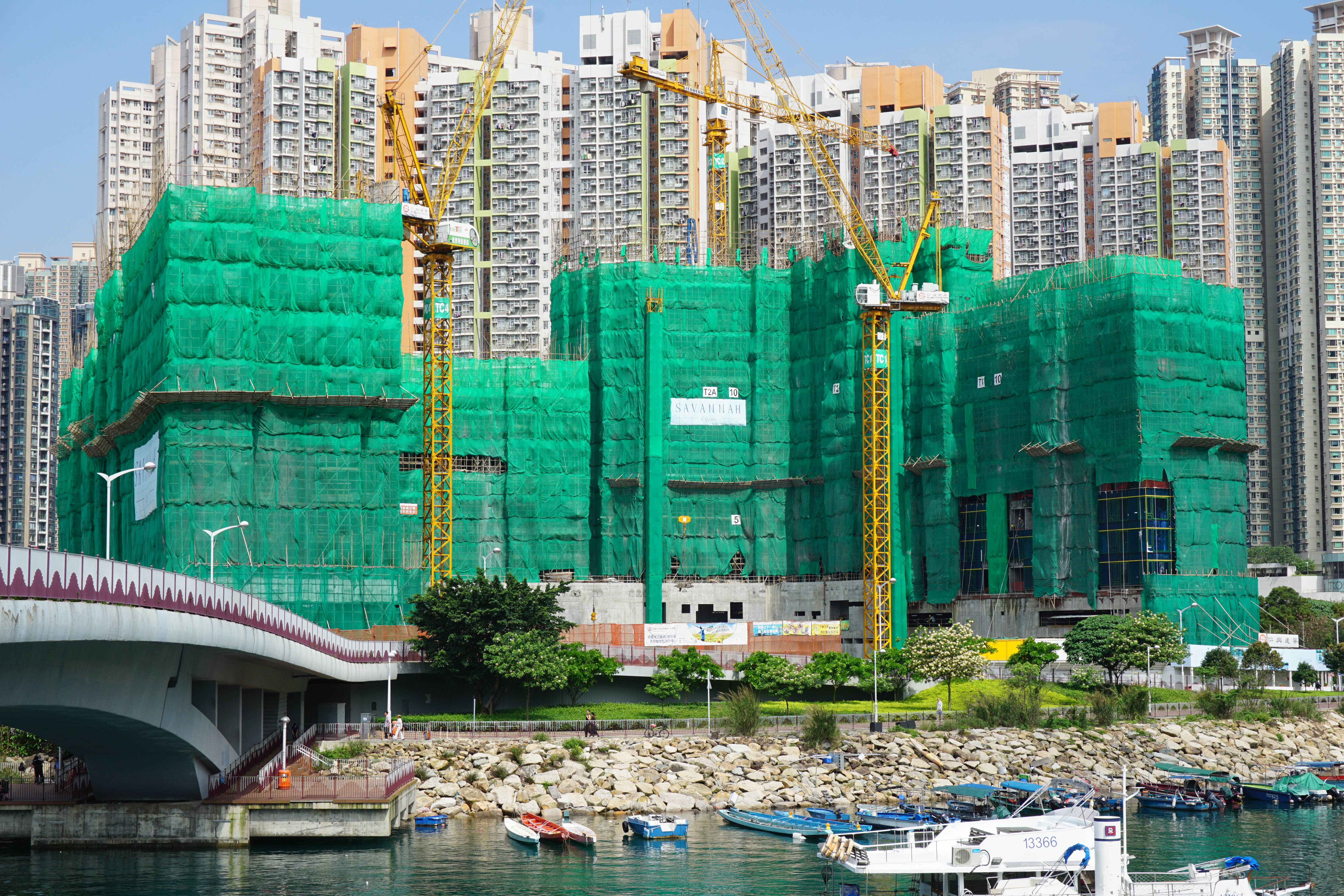
2016年5月
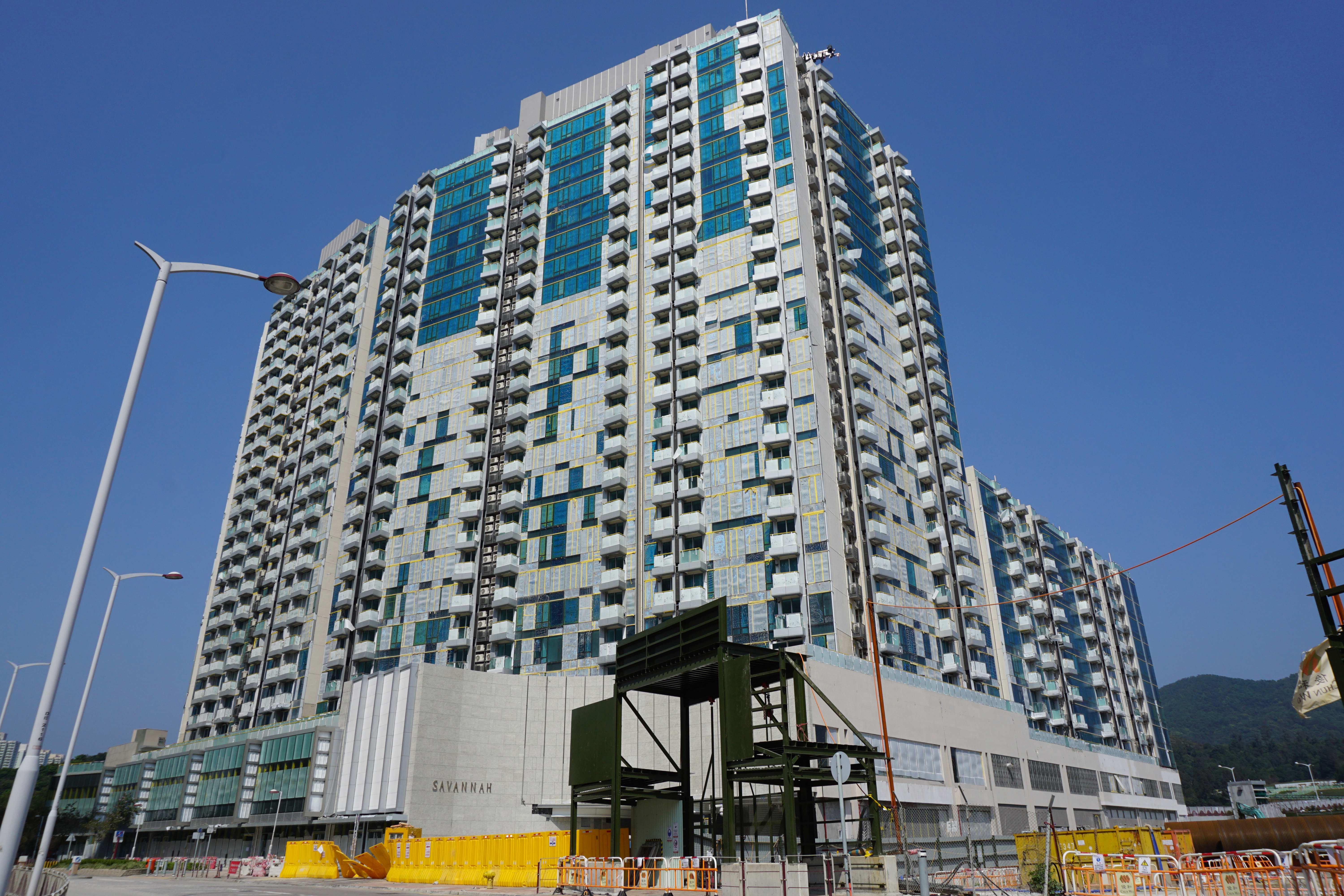
2017年4月

## 會德豐「O'South」項目
O'South:
1. The Parkside
2. CAPRI
3. SAVANNAH
4. MONTEREY

## 毗鄰
- 怡明邨
- 播道書院
- 雍明苑
- 將軍澳南海濱長廊

## 外部連結
- 官方网站
- Savannah專頁，大業主新聞網